# Falkenbach
Falkenbach — немецко-исландский метал-проект, представитель стиля викинг-метал.

## История
Группа на самом деле представляет сольное творчество Маркуса Тюммерса (Vratyas Vakyas). По происхождению немец, большую часть своей жизни он прожил в Исландии. Потом переехал в Германию, сейчас живёт в Дюссельдорфе, где у него собственная студия звукозаписи Skaldik Art, специализирующаяся на поддержке молодых языческих и фолк-металических групп.
Исландия — наиболее сохранившая древнюю северную культуру страна среди всех скандинавских. Именно из германского и скандинавского фольклора черпает своё вдохновение Вратьяс. Как говорит он сам, «лирика группы основана на Ásatrú — вере в Асов, и Vatan — основанной на Ásatrú смеси науки, искусства и философии. Викингская тематика есть лишь внешняя сторона — лирика наполнена метафорами, и чтобы понять их, необходимы размышления».
Ещё в конце 80-х Вратьяс стал писать стихи на фольклорную тематику и исполнять их в более традиционном фолк-стиле — под акустическую гитару и с чистым вокалом. «Вспоминая то время, я думаю, что искал путь какого-то нового жертвоприношения Богам и Богиням… не кровь, а моё сердце и душу, мои эмоции, выраженные в искусстве, жертвовал я им. Так что, наверное, это не время викингов само по себе вдохновило меня, а Боги и Богини, которые правили в древние времена Мидгардом, и будут править вечно!». Однако со временем звук стал тяжелеть, и вокал стал наполовину блэковым. Уже первый альбом приобрёл фирменный стиль — холодная эпическая музыка с текстами на эддические темы — который только улучшился на втором альбоме. Потом последовал долгий перерыв и относительно недавно вышло два новых альбома, ставших менее «ударными» и более мелодичными, в том числе и с почти чисто акустическими композициями. Блэковый вокал почти исчез.
Группу часто сравнивают с Bathory, чему способствует и моносостав, но Вратьяс это отвергает.

## Дискография

### Полноформатные альбомы
- …En Their Medh Riki Fara… (1996)
- …Magni Blandinn Ok Megintíri… (1998)
- Ok nefna tysvar Ty (2003)
- Heralding - The Fireblade (2005)
- Tiurida (2011)
- Asa (2013)

### Демозаписи
- Havamal (1989)
- Tanfana (1990)
- Towards Solens Golden Light (1991)
- Læknishendr (1995)
- Promo '95 (1995)
- …Skínn Af Sverði Sól Valtíva… (1996)

### Сингл
- «Eweroun» (2013)

### Сборник—бокс-сет
- The Nine Worlds of Falkenbach (Manifestations 1995—2013) (2020)

### Лирик-видео
- 2013 —  «Eweroun» (Lyric video)